# 마이클 에이번 오밍
마이클 에이번 오밍(영어: Michael Avon Oeming)은 미국의 만화 아티스트이다.